# Provincia de Sabanalarga
La provincia de Sabanalarga fue una de las provincias del Estado Soberano de Bolívar (Colombia). Fue creada por medio de la ley del 26 de diciembre de 1862, a partir del territorio norte del departamento de Sabanilla. Tuvo por cabecera a la ciudad de Sabanalarga. La provincia comprendía parte del territorio de las actuales regiones atlanticenses del Centro-Oriente y Sur.

## División territorial
En 1876 la provincia comprendía los distritos de Sabanalarga (capital), Baranoa, Campo de la Cruz, Candelaria, Juan de Acosta, Manatí, Palmar de Candelaria, Piojó, Ponedera, Repelón, Rosavieja y Usiacurí.